# 胭粉计
胭粉计是京剧传统剧目，取材于《三国演义》第一零三回到第一零四回。清末，取材上方谷火烧司马懿的剧本为《葫芦峪》，取材孔明穰星与去世后的部分为《七星灯》。1920年代，高庆奎增加孔明与身着女装的司马懿阵前相见的情节，以《胭粉计》为名连缀两者，遂形成今日的面貌，也成为京剧高派的代表剧目。

## 源流
清车王府藏曲本中有《葫芦峪》，还有《七星灯全串贯》，清晰明了地讲述了诸葛亮摆七星灯穰星求寿的过程与前因后果，故《七星灯》又称《孔明求寿》，孙菊仙、谭鑫培等人均曾演此剧。
民国时期，开始出现以《胭粉计》为名将《葫芦峪》与《七星灯》连缀的剧本，删去了“诸葛损寿”等表达，在唱词和念白上也有提升。1920年代，高庆奎灌制标名《胭粉计》的唱片，又进行了精心的调整：在《三国演义》原著中，孔明差人给司马懿送去脂粉、钗裙后，二人再未见面，高庆奎则加入了两者阵前相见，司马懿以花脸勾脸形象穿戴孔明送去的凤冠霞帔，有旦角小嗓唱段，孔明则唱新创作的“闻言怒发冲牛斗”一段，形成了既有唱段又有表演，更有戏谑的剧目。
1950年代和1980年代，李和曾又在演出中对《胭粉计》进行了加工，使故事脉络变得越发清晰，情节推进也更加紧凑。在孔明、魏延、司马懿等人物形象、内心活动的塑造上，都有不同深度的刻画。